# The Blackening (película)
The Blackening es una película de comedia de terror estadounidense de 2022 dirigida por Tim Story y escrita por Tracy Oliver y Dewayne Perkins, basada en el cortometraje de 2018 del mismo nombre de la compañía de comedia 3Peat. Está protagonizada por Grace Byers, Jermaine Fowler, Melvin Gregg, X Mayo, Perkins, Antoinette Robertson, Sinqua Walls, Jay Pharoah e Yvonne Orji. La película sigue a un grupo de amigos afroamericanos que se encuentran con un asesino mientras se alojan en una cabaña en el bosque.
The Blackening se estrenó en el Festival Internacional de Cine de Toronto de 2022 el 16 de septiembre de 2022 y fue estrenada en cines el 16 de junio de 2023 por Lionsgate.

## Reparto
- Grace Byers como Allison
- Jermaine Fowler como Clifton
- Melvin Gregg como Rey
- X Mayo como Shanika
- Dewayne Perkins como Dewayne
- Antoinette Robertson como Lisa
- Sinqua Walls como Nnamdi
- Jay Pharoah como Shawn
- Yvonne Orji como Morgan
- Diedrich Bader como el oficial White
- James Preston Rogers como Camden Conner

## Producción
La película se anunció en enero de 2020, con Tracy Oliver y Dewayne Perkins escribiendo el guion, basado en el corto de Perkins de 2018. Más tarde, Tim Story fue contratado para dirigirla y el rodaje tuvo lugar a finales de 2021. Gran parte del diálogo de la película fue improvisado por el elenco.

## Estreno
The Blackening se estrenó en el Festival Internacional de Cine de Toronto de 2022 el 16 de septiembre de 2022 y, poco después, Lionsgate adquirió los derechos de distribución por "poco menos" de $20 millones. La película se estrenó en cines de Estados Unidos el 16 de junio de 2023, el fin de semana del Juneteenth.